# Mecze reprezentacji Polski w piłce nożnej mężczyzn prowadzonej przez Leo Beenhakkera
Zestawienie spotkań reprezentacji Polski pod wodzą Leo Beenhakkera.

## Oficjalne mecze międzypaństwowe
| Nr | Przeciwnik                   | Miejsce                  | Data                 | Impreza                      | Wynik (Polska – przeciwnik) | Raport |
| -- | ---------------------------- | ------------------------ | -------------------- | ---------------------------- | --------------------------- | ------ |
| 1  | Dania                        | Odense                   | 16 sierpnia 2006     | mecz towarzyski              | 0:2                         |        |
| 2  | Finlandia                    | Bydgoszcz                | 2 września 2006      | eliminacje Mistrzostw Europy | 1:3                         |        |
| 3  | Serbia                       | Warszawa                 | 6 września 2006      | eliminacje Mistrzostw Europy | 1:1                         |        |
| 4  | Kazachstan                   | Ałmaty                   | 7 października 2006  | eliminacje Mistrzostw Europy | 1:0                         |        |
| 5  | Portugalia                   | Chorzów                  | 11 października 2006 | eliminacje Mistrzostw Europy | 2:1                         |        |
| 6  | Belgia                       | Bruksela                 | 15 listopada 2006    | eliminacje Mistrzostw Europy | 1:0                         |        |
| 7  | Zjednoczone Emiraty Arabskie | Abu Zabi                 | 6 grudnia 2006       | mecz towarzyski              | 5:2                         |        |
| 8  | Estonia                      | Jerez de la Frontera     | 3 lutego 2007        | mecz towarzyski              | 4:0                         |        |
| 9  | Słowacja                     | Jerez de la Frontera     | 7 lutego 2007        | mecz towarzyski              | 2:2                         |        |
| 10 | Azerbejdżan                  | Warszawa                 | 24 marca 2007        | eliminacje Mistrzostw Europy | 5:0                         |        |
| 11 | Armenia                      | Kielce                   | 28 marca 2007        | eliminacje Mistrzostw Europy | 1:0                         |        |
| 12 | Azerbejdżan                  | Baku                     | 2 czerwca 2007       | eliminacje Mistrzostw Europy | 3:1                         |        |
| 13 | Armenia                      | Erywań                   | 6 czerwca 2007       | eliminacje Mistrzostw Europy | 0:1                         |        |
| 14 | Rosja                        | Moskwa                   | 22 sierpnia 2007     | mecz towarzyski              | 2:2                         |        |
| 15 | Portugalia                   | Lizbona                  | 8 września 2007      | eliminacje Mistrzostw Europy | 2:2                         |        |
| 16 | Finlandia                    | Helsinki                 | 12 września 2007     | eliminacje Mistrzostw Europy | 0:0                         |        |
| 17 | Kazachstan                   | Warszawa                 | 13 października 2007 | eliminacje Mistrzostw Europy | 3:1                         |        |
| 18 | Węgry                        | Łódź                     | 17 października 2007 | mecz towarzyski              | 0:1                         |        |
| 19 | Belgia                       | Chorzów                  | 17 listopada 2007    | eliminacje Mistrzostw Europy | 2:0                         |        |
| 20 | Serbia                       | Belgrad                  | 21 listopada 2007    | eliminacje Mistrzostw Europy | 2:2                         |        |
| 21 | Bośnia i Hercegowina         | Antalya                  | 15 grudnia 2007      | mecz towarzyski              | 1:0                         |        |
| 22 | Finlandia                    | Pafos                    | 2 lutego 2008        | mecz towarzyski              | 1:0                         |        |
| 23 | Czechy                       | Larnaka                  | 6 lutego 2008        | mecz towarzyski              | 2:0                         |        |
| 24 | Estonia                      | Wronki                   | 27 lutego 2008       | mecz towarzyski              | 2:0                         |        |
| 25 | Stany Zjednoczone            | Kraków                   | 26 marca 2008        | mecz towarzyski              | 0:3                         |        |
| 26 | Macedonia Północna           | Reutlingen               | 26 maja 2008         | mecz towarzyski              | 1:1                         |        |
| 27 | Albania                      | Reutlingen               | 27 maja 2008         | mecz towarzyski              | 1:0                         |        |
| 28 | Dania                        | Chorzów                  | 1 czerwca 2008       | mecz towarzyski              | 1:1                         |        |
| 29 | Niemcy                       | Klagenfurt am Wörthersee | 8 czerwca 2008       | Mistrzostwa Europy 2008      | 0:2                         |        |
| 30 | Austria                      | Wiedeń                   | 12 czerwca 2008      | Mistrzostwa Europy 2008      | 1:1                         |        |
| 31 | Chorwacja                    | Klagenfurt am Wörthersee | 16 czerwca 2008      | Mistrzostwa Europy 2008      | 0:1                         |        |
| 32 | Ukraina                      | Lwów                     | 20 sierpnia 2008     | mecz towarzyski              | 0:1                         |        |
| 33 | Słowenia                     | Wrocław                  | 6 września 2008      | eliminacje Mistrzostw Świata | 1:1                         |        |
| 34 | San Marino                   | Serravalle               | 10 września 2008     | eliminacje Mistrzostw Świata | 2:0                         |        |
| 35 | Czechy                       | Chorzów                  | 11 października 2008 | eliminacje Mistrzostw Świata | 2:1                         |        |
| 36 | Słowacja                     | Bratysława               | 15 października 2008 | eliminacje Mistrzostw Świata | 1:2                         |        |
| 37 | Irlandia                     | Dublin                   | 19 listopada 2008    | mecz towarzyski              | 3:2                         |        |
| 38 | Serbia                       | Antalya                  | 14 grudnia 2008      | mecz towarzyski              | 1:0                         |        |
| 39 | Litwa                        | Faro                     | 7 lutego 2009        | mecz towarzyski              | 1:1                         |        |
| 40 | Walia                        | Algarve                  | 11 lutego 2009       | mecz towarzyski              | 1:0                         |        |
| 41 | Irlandia Północna            | Belfast                  | 28 marca 2009        | eliminacje Mistrzostw Świata | 2:3                         |        |
| 42 | San Marino                   | Kielce                   | 1 kwietnia 2009      | eliminacje Mistrzostw Świata | 10:0                        |        |
| 43 | Południowa Afryka            | Johannesburg             | 6 czerwca 2009       | mecz towarzyski              | 0:1                         |        |
| 44 | Irak                         | Kapsztad                 | 9 czerwca 2009       | mecz towarzyski              | 1:1                         |        |
| 45 | Grecja                       | Bydgoszcz                | 12 sierpnia 2009     | mecz towarzyski              | 2:0                         |        |
| 46 | Irlandia Północna            | Chorzów                  | 5 września 2009      | eliminacje Mistrzostw Świata | 1:1                         |        |
| 47 | Słowenia                     | Maribor                  | 9 września 2009      | eliminacje Mistrzostw Świata | 0:3                         |        |

Bilans
|                 | zwycięstwa | remisy | porażki |
| ogółem          | 22         | 13     | 12      |
| dom             | 9          | 4      | 3       |
| wyjazd          | 6          | 5      | 7       |
| neutralny teren | 7          | 4      | 2       |

|                 | strzelone | stracone |
| ogółem          | 75        | 47       |
| dom             | 34        | 14       |
| wyjazd          | 25        | 25       |
| neutralny teren | 16        | 8        |

## Sparingi
| Nr | Przeciwnik                               | Miejsce                 | Data            | Wynik |
| -- | ---------------------------------------- | ----------------------- | --------------- | ----- |
| 1  | Reprezentacja Śląska (mecz charytatywny) | Chorzów                 | 9 grudnia 2006  | 1:1   |
| 2  | Antalyaspor Kulübü                       | Antalya (Turcja)        | 12 grudnia 2007 | 9:0   |
| 3  | Zagraniczne Gwiazdy Orange Ekstraklasy   | Szczecin                | 11 marca 2008   | 2:3   |
| 4  | FC Schaffhausen                          | Donaueschingen (Niemcy) | 23 maja 2008    | 1:0   |
| 5  | Maccabi Hajfa U-23                       | Wronki                  | 6 sierpnia 2008 | 5:0   |
| 6  | Antalyaspor Kulübü                       | Antalya (Turcja)        | 10 grudnia 2008 | 3:0   |
| 7  | FC Ferreiras                             | Ferreiras (Portugalia)  | 4 lutego 2009   | 2:0   |

## Szczegóły
| 2 września 2006 20:30 CEST | Polska · Łukasz Garguła 90' | 1:3(0:0)en | Finlandia · 54', 76' (k) Jari Litmanen · 84' Mika Väyrynen | Bydgoszcz, Stadion im. Zdzisława Krzyszkowiaka · Widzów: 17 000 · Sędzia: Laurent Duhamel ( Francja) |
|                            |                             |            |                                                            | |

| 6 września 2006 20:30 CEST | Polska · Radosław Matusiak 30' | 1:1(1:0)en | Serbia · 71' Danko Lazović | Warszawa, Stadion Wojska Polskiego · Widzów: 6500 · Sędzia: Graham Poll ( Anglia) |
|                            |                                |            |                            |                                                                                   |

| 11 października 2006 20:30 CEST | Polska · Euzebiusz Smolarek 9', 18' | 2:1(2:0)en | Portugalia · 90+2' Nuno Gomes | Chorzów, Stadion Śląski · Widzów: 40 000 · Sędzia: Wolfgang Stark ( Niemcy) |
|                                 |                                     |            |                               |                                                                             |

| 15 listopada 2006 20:30 CET | Belgia | 0:1(0:1)en | Polska · 19' Radosław Matusiak | Stadion Króla Baudouina I, Bruksela · Widzów: 37 578 · Sędzia: Stuart Dougal ( Szkocja) |
|                             |        |            |                                |                                                                                         |

| 24 marca 2007 18:00 CET | Polska · Jacek Bąk 3' · Dariusz Dudka 6' · Wojciech Łobodziński 33' · Jacek Krzynówek 58' · Przemysław Kaźmierczak 84' | 5:0(3:0)en | Azerbejdżan | Warszawa, Stadion Wojska Polskiego · Widzów: 14 000 · Sędzia: Kristinn Jakobsson ( Islandia) |
|                         | |            |             |                                                                                              |

| 28 marca 2007 20:30 CEST | Polska · Maciej Żurawski 26' | 1:0(1:0)en | Armenia | Kielce, Stadion Miejski · Widzów: 15 500 · Sędzia: Alberto Undiano Mallenco ( Hiszpania) |
|                          |                              |            |         |                                                                                          |

| 2 czerwca 2007 18:00 CEST | Azerbejdżan · Branimir Subašić 6' | 1:3(1:0)en | Polska · 63' Euzebiusz Smolarek · 66', 90' Jacek Krzynówek | Baku, Stadion Tofika Bahramova · Widzów: 26 000 · Sędzia: Kostas Kapitanis ( Cypr) |
|                           |                                   |            |                                                            |                                                                                    |

| 6 czerwca 2007 17:30 CEST | Armenia · Hamlet Mchitarjan 66' | 1:0(0:0)en | Polska | Erywań, Stadion Hanrapetakan · Widzów: 12 500 · Sędzia: Pavel Cristian Balaj ( Rumunia) |
|                           |                                 |            |        |                                                                                         |

| 8 września 2007 22:00 CEST | Portugalia · Maniche 50' · Cristiano Ronaldo 73' | 2:2(0:1)en | Polska · 44' Mariusz Lewandowski · 88' Jacek Krzynówek | Lizbona, Estádio da Luz · Widzów: 62 000 · Sędzia: Roberto Rosetti ( Włochy) |
|                            |                                                  |            |                                                        |                                                                              |

| 12 września 2007 18:00 CEST | Finlandia | 0:0(0:0)en | Polska | Helsinki, Stadion Olimpijski · Widzów: 34 088 · Sędzia: Herbert Fandel ( Niemcy) |
|                             |           |            |        |                                                                                  |

| 13 października 2007 20:30 CEST | Polska · Euzebiusz Smolarek 56', 64', 65' | 3:1(0:1)en | Kazachstan · 20' Dmitrij Biakow | Warszawa, Stadion Wojska Polskiego · Widzów: 13 000 · Sędzia: Espen Bertesen ( Norwegia) |
|                                 |                                           |            |                                 |                                                                                          |

| 17 listopada 2007 20:30 CET | Polska · Euzebiusz Smolarek 45', 49' | 2:0(1:0)en | Belgia | Chorzów, Stadion Śląski · Widzów: 47 202 · Sędzia: Claus Bo Larsen ( Dania) |
|                             |                                      |            |        |                                                                             |

| 21 listopada 2007 20:45 CET | Serbia · Nikola Žigić 69' · Danko Lazović 71' | 2:2(0:1)en | Polska · 28' Rafał Murawski · 47' Radosław Matusiak | Stadion Crvena zvezda, Belgrad · Widzów: 5000 · Sędzia: Massimo Busacca ( Szwajcaria) |
|                             |                                               |            |                                                     |                                                                                       |

| mecz kadry nr 694 – Mecz towarzyski | |           | | |
| 26 maja 2008, poniedziałek, Stadion an der Kreuzeiche (Reutlingen) | 26 maja 2008, poniedziałek, Stadion an der Kreuzeiche (Reutlingen) |           | sędzia: Felix Brych, widzów: 2 200 | sędzia: Felix Brych, widzów: 2 200 |
| | Polska | 1:1 (0:1) | Macedonia Północna | |
| Radosław Matusiak 83' (k) | Radosław Matusiak 83' (k) |           | 45' Goran Maznov | 45' Goran Maznov |
| Paweł Golański, Mariusz Lewandowski | Paweł Golański, Mariusz Lewandowski |           | Vlatko Grozdanovski, Goran Pandev | Vlatko Grozdanovski, Goran Pandev |
| Tomasz Kuszczak – Paweł Golański, Mariusz Jop, Adam Kokoszka, Grzegorz Bronowicki (46' → Jakub Wawrzyniak) – Radosław Majewski (59' → Marek Saganowski), Mariusz Lewandowski (46' → Dariusz Dudka), Rafał Murawski, Łukasz Garguła (87' → Michał Pazdan) – Tomasz Zahorski, Radosław Matusiak | Tomasz Kuszczak – Paweł Golański, Mariusz Jop, Adam Kokoszka, Grzegorz Bronowicki (46' → Jakub Wawrzyniak) – Radosław Majewski (59' → Marek Saganowski), Mariusz Lewandowski (46' → Dariusz Dudka), Rafał Murawski, Łukasz Garguła (87' → Michał Pazdan) – Tomasz Zahorski, Radosław Matusiak |           | Petar Miloševski – Goce Sedloski, Igor Mitreski, Nikolce Noveski (46' → Aleksandar Wasoski), Goran Popov (61' → Robert Petrov) – Vlade Lazarevski (46' → Slavčo Georgievski), Vlatko Grozdanovski, Vančo Trajanov (69' → Stevica Ristić), Darko Tasevski (46' → Artim Položani) – Goran Pandev (61' → Aco Stojkov), Goran Maznov (46' → Ilčo Naumoski) | Petar Miloševski – Goce Sedloski, Igor Mitreski, Nikolce Noveski (46' → Aleksandar Wasoski), Goran Popov (61' → Robert Petrov) – Vlade Lazarevski (46' → Slavčo Georgievski), Vlatko Grozdanovski, Vančo Trajanov (69' → Stevica Ristić), Darko Tasevski (46' → Artim Položani) – Goran Pandev (61' → Aco Stojkov), Goran Maznov (46' → Ilčo Naumoski) |

| mecz kadry nr 695 – Mecz towarzyski | |           | | |
| 27 maja 2008, wtorek, Stadion an der Kreuzeiche (Reutlingen) | 27 maja 2008, wtorek, Stadion an der Kreuzeiche (Reutlingen) |           | sędzia: Kircher Knut, widzów: 2 200 | sędzia: Kircher Knut, widzów: 2 200 |
| | Albania | 0:1 (0:1) | Polska | |
| | |           | 3' Maciej Żurawski | |
| Armend Dallku | Armend Dallku |           | Marcin Wasilewski, Euzebiusz Smolarek | Marcin Wasilewski, Euzebiusz Smolarek |
| Isli Hidi – Andi Lila (46' → Endri Vrapi), Armend Dallku, Debatik Curri, Kristi Vangjeli – Klodian Duro (46' → Jahmir Hyka), Lorik Cana, Ervin Skela, Altin Lala (71' → Ervin Bulku) – Hamdi Salihi (80' → Dorian Bylykbashi), Erjon Bogdani (46' → Edmond Kapllani) | Isli Hidi – Andi Lila (46' → Endri Vrapi), Armend Dallku, Debatik Curri, Kristi Vangjeli – Klodian Duro (46' → Jahmir Hyka), Lorik Cana, Ervin Skela, Altin Lala (71' → Ervin Bulku) – Hamdi Salihi (80' → Dorian Bylykbashi), Erjon Bogdani (46' → Edmond Kapllani) |           | Łukasz Fabiański – Marcin Wasilewski, Michał Żewłakow (9' → Adam Kokoszka), Jacek Bąk – Jakub Wawrzyniak, Wojciech Łobodziński (80' → Marek Saganowski), Mariusz Lewandowski, Dariusz Dudka (81' → Michał Pazdan), Roger Guerreiro (46' → Euzebiusz Smolarek) – Jacek Krzynówek (81' → Rafał Murawski), Maciej Żurawski (61' → Tomasz Zahorski) | Łukasz Fabiański – Marcin Wasilewski, Michał Żewłakow (9' → Adam Kokoszka), Jacek Bąk – Jakub Wawrzyniak, Wojciech Łobodziński (80' → Marek Saganowski), Mariusz Lewandowski, Dariusz Dudka (81' → Michał Pazdan), Roger Guerreiro (46' → Euzebiusz Smolarek) – Jacek Krzynówek (81' → Rafał Murawski), Maciej Żurawski (61' → Tomasz Zahorski) |

| mecz kadry nr 696 – Mecz towarzyski | |           | | |
| 1 czerwca 2008, niedziela, Stadion Śląski (Chorzów) | 1 czerwca 2008, niedziela, Stadion Śląski (Chorzów) |           | sędzia: Philippe Kalt, widzów: 40 000 | sędzia: Philippe Kalt, widzów: 40 000 |
| | Polska | 1:1 (0:1) | Dania | |
| Jacek Krzynówek 43' | Jacek Krzynówek 43' |           | 28' Martin Vingaard | 28' Martin Vingaard |
| | |           | Christian Poulsen | |
| Artur Boruc – Marcin Wasilewski, Mariusz Jop, Jacek Bąk, Jakub Wawrzyniak (46' → Paweł Golański) – Tomasz Zahorski (46' → Wojciech Łobodziński), Dariusz Dudka, Mariusz Lewandowski, Jacek Krzynówek (78' → Łukasz Garguła) – Euzebiusz Smolarek (77' → Marek Saganowski), Maciej Żurawski (46' → Roger Guerreiro) | Artur Boruc – Marcin Wasilewski, Mariusz Jop, Jacek Bąk, Jakub Wawrzyniak (46' → Paweł Golański) – Tomasz Zahorski (46' → Wojciech Łobodziński), Dariusz Dudka, Mariusz Lewandowski, Jacek Krzynówek (78' → Łukasz Garguła) – Euzebiusz Smolarek (77' → Marek Saganowski), Maciej Żurawski (46' → Roger Guerreiro) |           | Thomas Sørensen – Lars Jacobsen, Anders Møller Christensen, Per Krøldrup – Martin Jørgensen (46' → Thomas Rasmussen), Dennis Rommedahl, Martin Retov (64' → Thomas Kristensen), Christian Poulsen (78' → Thomas Augustinussen), Morten Nordstrand (46' → Kenneth Perez) – Martin Vingaard (68' → William Kvist), Nicklas Bendtner (90' → Dennis Sørensen) | Thomas Sørensen – Lars Jacobsen, Anders Møller Christensen, Per Krøldrup – Martin Jørgensen (46' → Thomas Rasmussen), Dennis Rommedahl, Martin Retov (64' → Thomas Kristensen), Christian Poulsen (78' → Thomas Augustinussen), Morten Nordstrand (46' → Kenneth Perez) – Martin Vingaard (68' → William Kvist), Nicklas Bendtner (90' → Dennis Sørensen) |

| mecz kadry nr 697 – Mistrzostwa Europy | |           | | |
| 8 czerwca 2008, niedziela, Hypo Group Arena (Klagenfurt am Wörthersee) | 8 czerwca 2008, niedziela, Hypo Group Arena (Klagenfurt am Wörthersee) |           | sędzia: Tom Henning Øvrebø, widzów: 30 461 | sędzia: Tom Henning Øvrebø, widzów: 30 461 |
| | Niemcy | 2:0 (1:0) | Polska | |
| Lukas Podolski 20', 72' | |           | | |
| Bastian Schweinsteiger | Bastian Schweinsteiger |           | Mariusz Lewandowski, Euzebiusz Smolarek | Mariusz Lewandowski, Euzebiusz Smolarek |
| Jens Lehmann – Philipp Lahm, Per Mertesacker, Christoph Metzelder, Marcell Jansen – Clemens Fritz (55' → Bastian Schweinsteiger), Torsten Frings, Michael Ballack, Lukas Podolski – Mario Gómez (75' → Thomas Hitzlsperger), Miroslav Klose (90' → Kevin Kurányi) | Jens Lehmann – Philipp Lahm, Per Mertesacker, Christoph Metzelder, Marcell Jansen – Clemens Fritz (55' → Bastian Schweinsteiger), Torsten Frings, Michael Ballack, Lukas Podolski – Mario Gómez (75' → Thomas Hitzlsperger), Miroslav Klose (90' → Kevin Kurányi) |           | Artur Boruc – Marcin Wasilewski, Michał Żewłakow, Jacek Bąk – Paweł Golański (75' → Marek Saganowski), Wojciech Łobodziński (65' → Łukasz Piszczek), Dariusz Dudka, Mariusz Lewandowski, Maciej Żurawski (46' → Roger Guerreiro) – Jacek Krzynówek, Euzebiusz Smolarek | Artur Boruc – Marcin Wasilewski, Michał Żewłakow, Jacek Bąk – Paweł Golański (75' → Marek Saganowski), Wojciech Łobodziński (65' → Łukasz Piszczek), Dariusz Dudka, Mariusz Lewandowski, Maciej Żurawski (46' → Roger Guerreiro) – Jacek Krzynówek, Euzebiusz Smolarek |

| mecz kadry nr 698 – Mistrzostwa Europy | |           | | |
| 12 czerwca 2008, czwartek, Ernst-Happel-Stadion (Wiedeń) | 12 czerwca 2008, czwartek, Ernst-Happel-Stadion (Wiedeń) |           | sędzia: Howard Webb, widzów: 51 428 | sędzia: Howard Webb, widzów: 51 428 |
| | Austria | 1:1 (0:1) | Polska | |
| Ivica Vastić 90' (k) | Ivica Vastić 90' (k) |           | 30' Roger Guerreiro | 30' Roger Guerreiro |
| Sebastian Prödl, Ümit Korkmaz | Sebastian Prödl, Ümit Korkmaz |           | Marcin Wasilewski, Jacek Bąk, Jacek Krzynówek | Marcin Wasilewski, Jacek Bąk, Jacek Krzynówek |
| Jürgen Macho – György Garics, Sebastian Prödl, Martin Stranzl, Emanuel Pogatetz – Christoph Leitgeb, René Aufhauser (74' → Jürgen Säumel), Andreas Ivanschitz (64' → Ivica Vastić), Ümit Korkmaz – Martin Harnik, Roland Linz (64' → Roman Kienast) | Jürgen Macho – György Garics, Sebastian Prödl, Martin Stranzl, Emanuel Pogatetz – Christoph Leitgeb, René Aufhauser (74' → Jürgen Säumel), Andreas Ivanschitz (64' → Ivica Vastić), Ümit Korkmaz – Martin Harnik, Roland Linz (64' → Roman Kienast) |           | Artur Boruc – Marcin Wasilewski, Mariusz Jop (46' → Paweł Golański), Jacek Bąk – Michał Żewłakow, Marek Saganowski (83' → Wojciech Łobodziński), Dariusz Dudka, Mariusz Lewandowski, Roger Guerreiro (85' → Rafał Murawski) – Jacek Krzynówek, Euzebiusz Smolarek | Artur Boruc – Marcin Wasilewski, Mariusz Jop (46' → Paweł Golański), Jacek Bąk – Michał Żewłakow, Marek Saganowski (83' → Wojciech Łobodziński), Dariusz Dudka, Mariusz Lewandowski, Roger Guerreiro (85' → Rafał Murawski) – Jacek Krzynówek, Euzebiusz Smolarek |

| mecz kadry nr 699 – Mistrzostwa Europy | |           | | |
| 16 czerwca 2008, poniedziałek, Hypo Group Arena (Klagenfurt am Wörthersee) | 16 czerwca 2008, poniedziałek, Hypo Group Arena (Klagenfurt am Wörthersee) |           | sędzia: Kýros Vassáras, widzów: 30 461 | sędzia: Kýros Vassáras, widzów: 30 461 |
| | Chorwacja | 1:0 (0:0) | Polska | |
| Ivan Klasnić 52' | |           | | |
| Hrvoje Vejić, Ognjen Vukojević | Hrvoje Vejić, Ognjen Vukojević |           | Mariusz Lewandowski, Tomasz Zahorski | Mariusz Lewandowski, Tomasz Zahorski |
| Vedran Runje – Dario Šimić, Hrvoje Vejić, Dario Knežević (27' → Vedran Ćorluka), Danijel Pranjić – Jerko Leko, Ognjen Vukojević, Nikola Pokrivač, Ivan Rakitić – Ivan Klasnić (74' → Nikola Kalinić), Mladen Petrić (74' → Niko Kranjčar) | Vedran Runje – Dario Šimić, Hrvoje Vejić, Dario Knežević (27' → Vedran Ćorluka), Danijel Pranjić – Jerko Leko, Ognjen Vukojević, Nikola Pokrivač, Ivan Rakitić – Ivan Klasnić (74' → Nikola Kalinić), Mladen Petrić (74' → Niko Kranjčar) |           | Artur Boruc – Marcin Wasilewski, Michał Żewłakow, Dariusz Dudka – Jakub Wawrzyniak, Wojciech Łobodziński (55' → Euzebiusz Smolarek), Rafał Murawski, Mariusz Lewandowski (46' → Adam Kokoszka), Roger Guerreiro – Jacek Krzynówek, Marek Saganowski (68' → Tomasz Zahorski) | Artur Boruc – Marcin Wasilewski, Michał Żewłakow, Dariusz Dudka – Jakub Wawrzyniak, Wojciech Łobodziński (55' → Euzebiusz Smolarek), Rafał Murawski, Mariusz Lewandowski (46' → Adam Kokoszka), Roger Guerreiro – Jacek Krzynówek, Marek Saganowski (68' → Tomasz Zahorski) |

| mecz kadry nr 700 – Mecz towarzyski | |           | | |
| 20 sierpnia 2008, środa, Ukraina (Lwów) | 20 sierpnia 2008, środa, Ukraina (Lwów) |           | sędzia: Karen Nalbandjan, widzów: 20 000 | sędzia: Karen Nalbandjan, widzów: 20 000 |
| | Ukraina | 1:0 (1:0) | Polska | |
| Serhij Krawczenko 45' | |           | | |
| Hryhorij Jarmasz | Hryhorij Jarmasz |           | Jakub Błaszczykowski | Jakub Błaszczykowski |
| Andrij Piatow – Hryhorij Jarmasz, Taras Mychałyk, Dmytro Czyhrynskyj, Wjaczesław Szewczuk – Serhij Nazarenko (70' → Ołeksij Haj), Anatolij Tymoszczuk (59' → Jewhen Łewczenko), Serhij Krawczenko (63' → Maksym Kałynyczenko), Denys Hołajdo (90' → Witalij Mandziuk) – Andrij Woronin (46' → Andrij Szewczenko), Artem Miłewskyj (55' → Wołodymyr Homeniuk) | Andrij Piatow – Hryhorij Jarmasz, Taras Mychałyk, Dmytro Czyhrynskyj, Wjaczesław Szewczuk – Serhij Nazarenko (70' → Ołeksij Haj), Anatolij Tymoszczuk (59' → Jewhen Łewczenko), Serhij Krawczenko (63' → Maksym Kałynyczenko), Denys Hołajdo (90' → Witalij Mandziuk) – Andrij Woronin (46' → Andrij Szewczenko), Artem Miłewskyj (55' → Wołodymyr Homeniuk) |           | Łukasz Fabiański – Paweł Golański (10' → Marcin Kowalczyk), Dariusz Dudka, Michał Żewłakow, Adam Kokoszka (46' → Piotr Polczak) – Jacek Krzynówek, Jakub Błaszczykowski (56' → Radosław Majewski), Mariusz Lewandowski, Rafał Murawski (46' → Roger Guerreiro) – Euzebiusz Smolarek (46' → Tomasz Zahorski), Ireneusz Jeleń (75' → Szymon Pawłowski) | Łukasz Fabiański – Paweł Golański (10' → Marcin Kowalczyk), Dariusz Dudka, Michał Żewłakow, Adam Kokoszka (46' → Piotr Polczak) – Jacek Krzynówek, Jakub Błaszczykowski (56' → Radosław Majewski), Mariusz Lewandowski, Rafał Murawski (46' → Roger Guerreiro) – Euzebiusz Smolarek (46' → Tomasz Zahorski), Ireneusz Jeleń (75' → Szymon Pawłowski) |

| mecz kadry nr 701 – eliminacje Mistrzostw Świata | |           | | |
| 6 września 2008, sobota, Stadion Oporowska (Wrocław) | 6 września 2008, sobota, Stadion Oporowska (Wrocław) |           | sędzia: Kristinn Jakobsson, widzów: 8 400 | sędzia: Kristinn Jakobsson, widzów: 8 400 |
| | Polska | 1:1 (1:1) | Słowenia | |
| Michał Żewłakow 17' (k) | Michał Żewłakow 17' (k) |           | 35' Zlatko Dedič | 35' Zlatko Dedič |
| Marcin Kowalczyk, Marek Saganowski | Marcin Kowalczyk, Marek Saganowski |           | Mišo Brečko, Andrej Komac, Robert Koren, Zlatko Dedič | Mišo Brečko, Andrej Komac, Robert Koren, Zlatko Dedič |
| Łukasz Fabiański – Marcin Wasilewski, Bartosz Bosacki (51' → Mariusz Jop), Michał Żewłakow, Marcin Kowalczyk – Jakub Błaszczykowski, Mariusz Lewandowski, Rafał Murawski (46' → Tomasz Bandrowski), Roger Guerreiro (73' → Marek Saganowski), Jacek Krzynówek – Łukasz Piszczek | Łukasz Fabiański – Marcin Wasilewski, Bartosz Bosacki (51' → Mariusz Jop), Michał Żewłakow, Marcin Kowalczyk – Jakub Błaszczykowski, Mariusz Lewandowski, Rafał Murawski (46' → Tomasz Bandrowski), Roger Guerreiro (73' → Marek Saganowski), Jacek Krzynówek – Łukasz Piszczek |           | Samir Handanovič – Branko Ilič, Marko Šuler, Boštjan Cesar, Mišo Brečko – Mirnes Šišič, Andrej Komac (86' → Anton Žlogar), Robert Koren, Andraž Kirm (72' → Valter Birsa) – Milivoje Novakovič, Zlatko Dedič (90' → Darijan Matič) | Samir Handanovič – Branko Ilič, Marko Šuler, Boštjan Cesar, Mišo Brečko – Mirnes Šišič, Andrej Komac (86' → Anton Žlogar), Robert Koren, Andraž Kirm (72' → Valter Birsa) – Milivoje Novakovič, Zlatko Dedič (90' → Darijan Matič) |

| mecz kadry nr 702 – eliminacje Mistrzostw Świata | |           | | |
| 10 września 2008, środa, Stadion Olimpijski w San Marino (Serravalle) | 10 września 2008, środa, Stadion Olimpijski w San Marino (Serravalle) |           | sędzia: Christoforos Zografos, widzów: 2 374 | sędzia: Christoforos Zografos, widzów: 2 374 |
| | San Marino | 0:2 (0:1) | Polska | |
| | |           | 36' Euzebiusz Smolarek, 67' Robert Lewandowski | |
| Davide Simoncini, Michele Marani, Maicol Berretti, Mauro Marani | |           | | |
| Aldo Simoncini (73' → Federico Valentini) – Carlo Valentini, Nicola Albani, Davide Simoncini, Fabio Vitaioli – Michele Marani, Maicol Berretti (81' → Mauro Marani, Fabio Bollini (46' → Damiano Vannucci), Matteo Bugli – Andy Selva, Manuel Marani | Aldo Simoncini (73' → Federico Valentini) – Carlo Valentini, Nicola Albani, Davide Simoncini, Fabio Vitaioli – Michele Marani, Maicol Berretti (81' → Mauro Marani, Fabio Bollini (46' → Damiano Vannucci), Matteo Bugli – Andy Selva, Manuel Marani |           | Łukasz Fabiański – Grzegorz Wojtkowiak, Mariusz Jop, Michał Żewłakow, Marcin Kowalczyk (28' → Jacek Krzynówek) – Jakub Błaszczykowski, Mariusz Lewandowski, Roger Guerreiro, Łukasz Piszczek (88' → Rafał Murawski) – Euzebiusz Smolarek, Marek Saganowski (59' → Robert Lewandowski) | Łukasz Fabiański – Grzegorz Wojtkowiak, Mariusz Jop, Michał Żewłakow, Marcin Kowalczyk (28' → Jacek Krzynówek) – Jakub Błaszczykowski, Mariusz Lewandowski, Roger Guerreiro, Łukasz Piszczek (88' → Rafał Murawski) – Euzebiusz Smolarek, Marek Saganowski (59' → Robert Lewandowski) |